# Nagoreni, Moghilău
Nagoreni (în ucraineană Нагоряни, transliterat: Nahoreanî) este un sat în comuna Kozliv din raionul Moghilău, regiunea Vinița, Ucraina. Este situat pe malul Nistrului, lângă Naslavcea. În apropierea satului se află peșterile Nagoreni și o rezervație botanică de importanță locală.
Pe malul Nistrului, lângă sat, se află  Centrala hidroelectrică Dnestrovsk-2.

## Demografie
Componența lingvistică a localității Nagoreni
     Ucraineană (97,15%)
     Rusă (2,28%)
     Alte limbi (0,57%)
Conform recensământului din 2001, majoritatea populației localității Nagoreni era vorbitoare de ucraineană (97,15%), existând în minoritate și vorbitori de rusă (2,28%).